# Port lotniczy Užice-Ponikve
Port lotniczy Užice-Ponikve(IATA: UZC, ICAO: LYUE) – port lotniczy położony w miejscowości Užice, w Serbii.